# انتخاب مصرف‌کننده
انتخاب مصرف کننده (انگلیسی: Consumer choice) نظریه انتخاب مصرف‌کننده شاخه‌ای از اقتصاد خرد است، که نظریه‌ای مربوط به تنظیمات هزینه‌های مصرف و منحنی تقاضای مصرف‌کننده می‌باشد. این علم مواردی همچون روانشناسی، جامعه‌شناسی، انسان‌شناسی اجتماعی، بازاریابی و اقتصاد را در هم می‌آمیزد. علم انتخاب مصرف‌کننده در تلاش است تا فرایند تصمیم‌گیری خریداران را، چه به شکل یک به یک و چه گروهی درک کند. این علم ویژگی‌های مشتری از قبیل ویژگی‌های جمعیت شناختی و معیارهای رفتاری را مطالعه می‌کند، تا خواسته مردم را بفهمد. این علم همچنین تلاش می‌کند تا اثر گروه‌های همچون خانواده، دوستان، ورزشکاران، گروه‌های مرجع و کل جامعه را بر روی خریدار ارزیابی کند.